# ƛ
ƛ 是扩展拉丁字母之一，在美式標音系統中用作代表清邊塞擦音（即國際音標的 [t͡ɬ]）。此符號由 美国人类学家 期刊在1934年引入：
|  | 在爱斯基摩语中，詹内斯 (Jenness) 曾使用 λ 表示 [dl] ... ƛ 表示 [tł] ，这是一种由 λ 形成的创新词，就如同 ł 形成于 l. 一样 |